# Juliane Wolf
Juliane Wolf (* 26. Februar 1988 in Eisenhüttenstadt) ist eine deutsche Tischtennisspielerin der paralympischen Startklasse TT 8. Sie ist die aktuelle Weltranglistenvierte.

## Leben
Wolf hat seit ihrer Geburt Cerebralparese, die vor allem ihr linkes Bein und ihren linken Arm betrifft. Sie hat eine Tochter. Sie hat einen Master of Arts „Inklusive Pädagogik und Elementarbildung“ und arbeitet als wissenschaftliche Mitarbeiterin an der Goethe-Universität Frankfurt.

## Sportliche Karriere
Sie spielt seit 1997 Tischtennis und nahm regelmäßig an Wettbewerben teil. Zunächst in ihrem Heimatverein BSG Stahl Eisenhüttenstadt, später beim 1. KSV Fürstenwalde. Ab 2009 trat sie für den TTC Karlsruhe-Neureut an und spielte im erstmals im Behindertensport.
Seit 2022 spielt sie beim TSF Heuchelheim, wo sie bereits zuvor die Damenmannschaft im Regelbetrieb unterstützt hatte.

## Sportliche Erfolge
- Silbermedaille (Team) und Bronzemedaille (Einzel) bei der Weltmeisterschaft 2014
- Silbermedaille (Team und Einzel) bei der Europameisterschaft 2015
- Goldmedaille (Team) und Silber (Einzel) bei den Europameisterschaften 2017
- Silbermedaille (Team) bei den Europameisterschaften 2019
- Silber (Doppel) bei den Weltmeisterschaften 2022
- Bronze (Einzel) und Silber (Doppel) bei den Europameisterschaften 2023
- Silber (Doppel mit Stephanie Grebe) und Bronze (Einzel) bei den Paralympischen Spielen 2024